# Ernst Grünfeld (Schachspieler)
Ernst Franz Grünfeld (eigentlich Ernest Franz Grünfeld; * 21. November 1893 in Wien-Josefstadt; † 3. April 1962 in Wien-Ottakring) war ein Schachgroßmeister aus Österreich. Er führte eine bedeutende Schacheröffnung, die nach ihm benannte Grünfeld-Indische Verteidigung, in die Turnierpraxis ein.

## Leben
Ernst Grünfeld wurde im achten Wiener Gemeindebezirk Josefstadt als siebtes Kind römisch-katholischer Eltern geboren, die beide nach Wien zugewandert waren. Der Vater Julius stammte aus Österreichisch-Schlesien, die Mutter Aloisia aus dem Sudetenland. Im fünften Lebensjahr musste Ernst Grünfeld nach einem Unfall das linke Bein amputiert werden. Er war außerdem stark kurzsichtig, verfügte aber über ein herausragendes visuelles Gedächtnis.
Grünfelds Vater und zwei seiner Brüder starben an den Folgen des Ersten Weltkriegs. Daraufhin wurde der familieneigene Bronzewaren-Betrieb geschlossen. Grünfeld, der bis etwa 1919 im kaufmännischen Beruf tätig gewesen war, wurde professioneller Schachspieler.
Grünfeld war verheiratet und hatte eine Tochter.

## Schachkarriere

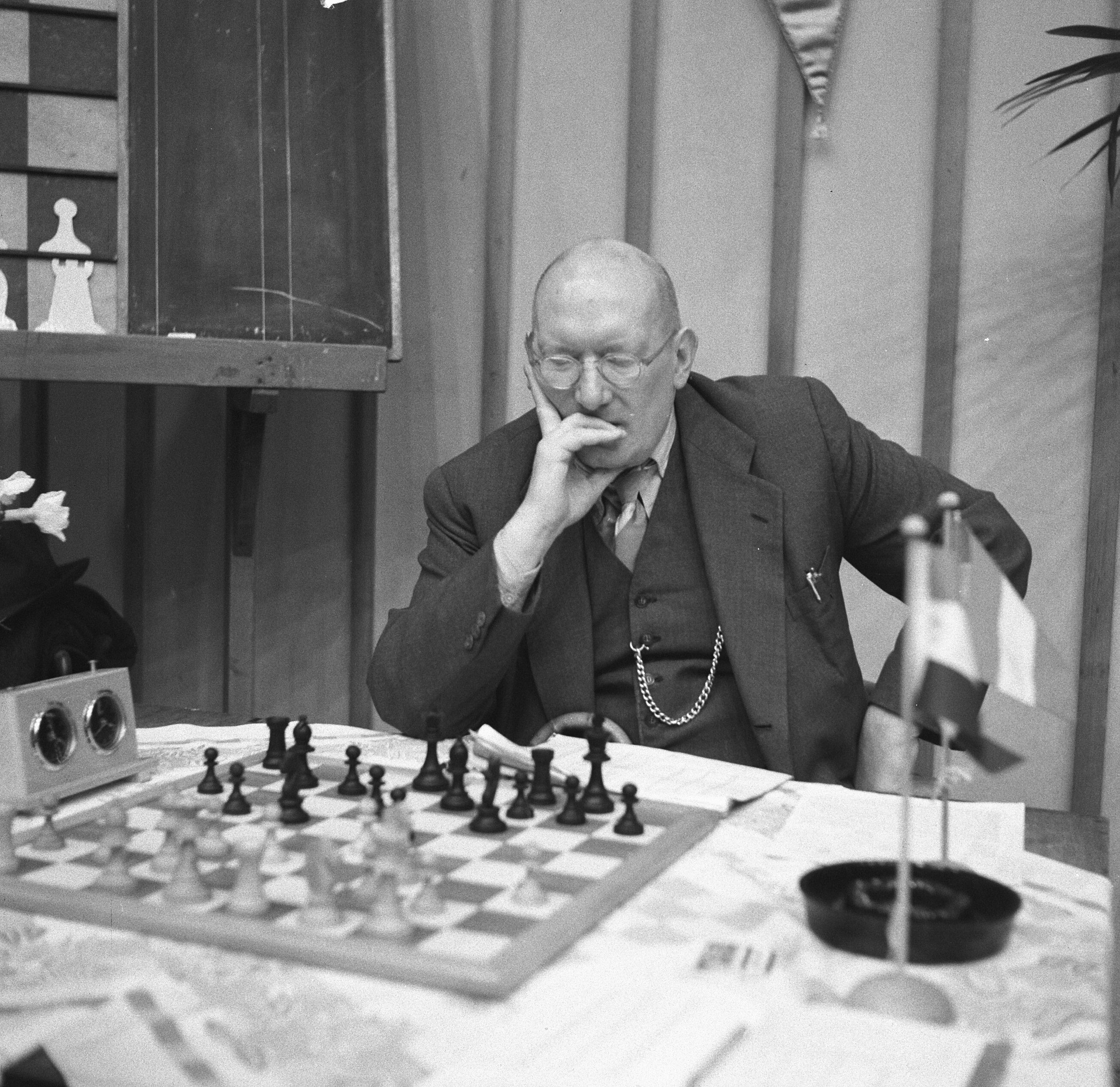
Grünfeld (Hoogovens-Turnier, 1961)

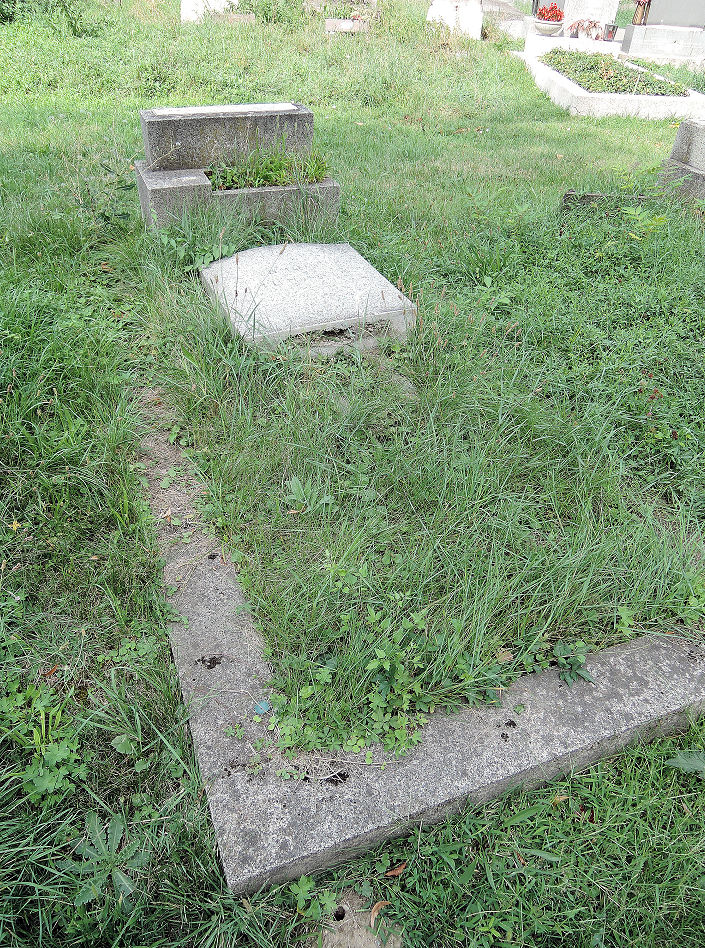
Ernst Grünfelds Grab im Zentralfriedhof im August 2019

Der 1910 ausgetragene Weltmeisterschaftskampf zwischen Emanuel Lasker und Carl Schlechter beeindruckte Grünfeld so sehr, dass er ein Jahr später das Schachspiel erlernte. Im Alter von 19 Jahren machte er in Wiener Schachklubs erstmals durch sein Können auf sich aufmerksam. Während des Ersten Weltkrieges gab es für ihn jedoch keine Gelegenheiten, sich in internationalen Turnieren zu bewähren. In dieser Zeit widmete er sich überwiegend dem Fernschach.
Grünfeld errang insbesondere zwischen 1920 und 1936 Turniererfolge. Bei seiner ersten Teilnahme an einem internationalen Turnier 1921 in Budapest erregte er mit seinem zweiten Platz hinter Alexander Aljechin Aufsehen. Er gewann 1923 die Deutsche Meisterschaft in Frankfurt am Main (23. DSB-Kongress) vor Ehrhardt Post und Heinrich Wagner. Er siegte im selben Jahr auch in Margate vor Aljechin, Bogoljubow und Réti. 1924 belegte er in Meran ebenso den ersten Platz vor Spielmann und Rubinstein wie 1933 in Mährisch-Ostrau.
Mit der österreichischen Nationalmannschaft nahm Grünfeld an den Schacholympiaden 1927, 1931, 1933 und 1935 teil. Während der NS-Zeit beantragte Grünfeld am 27. Mai 1938 die Aufnahme in die NSDAP und wurde rückwirkend zum 1. Mai desselben Jahres aufgenommen (Mitgliedsnummer 6.272.848). Er wurde wegen seines jüdisch klingenden Namens zwar wiederholt angefeindet, verwies demgegenüber aber auf seine „arische Abstammung“. Er schrieb für das Schach-Echo, die Schachzeitschrift der KdF-Schachgemeinschaft, und nahm an Veranstaltungen der Wehrmacht teil.
Seine beste historische Elo-Zahl von 2715 erreichte er im Dezember 1924. Damit lag er auf Platz 4 der Weltrangliste.
Aufgrund seiner internationalen Erfolge erhielt er 1950 von der FIDE den Titel Großmeister.

## Beiträge zur Eröffnungstheorie
Grünfeld leistete bedeutende Beiträge zur Theorie der Schacheröffnungen. Er besaß ein nahezu enzyklopädisches Wissen über Eröffnungsvarianten. Für Savielly Tartakower war Grünfeld „der erste Wissenschaftler des hypermodernen Schachgedankens“.
Nach Niederlagen gegen Friedrich Sämisch in Wien und Boris Kostić in Budapest im Jahr 1921 hatte Grünfeld begonnen, nach einer erfolgversprechenden schwarzen Spielweise gegen das Damengambit zu suchen und sich dabei auf die indischen Systeme konzentriert. Er entdeckte, dass sich die Fianchettierung des schwarzen Königsläufers mit dem Aufbrechen des Zentrums durch c7–c5 kombinieren ließ.

„Seinen Damenbauern zieht Schwarz in dem Augenblick zwei Schritte, sobald Weiß e4 droht, was in der Regel mit Sc3 durchgeführt wird; kommt dann d5, cxd5 Sxd5, e4, so wird der Sc3 abgetauscht und das Zentrum mit c5 angegriffen. Späterer Abtausch auf d4 schafft die hängenden Bauern e4 und d4 und seine Bauernmajorität am Damenflügel sichert dann Schwarz das überlegene Endspiel.“

1922 führte er in der 4. Partie seines Wettkampfes gegen Albert Becker in Wien diese Spielweise in die Turnierpraxis ein: 1. d4 Sf6 2. Sf3 g6 3. c4 Lg7 4. Sc3 d5 5. cxd5 Sxd5 6. e4 Sxc3 7. bxc3 c5. Ein halbes Jahr später besiegte er damit Boris Kostić beim Turnier in Teplitz-Schönau. Im November 1922 gelang Grünfeld in Wien mit seiner neuen Eröffnung ein Erfolg gegen Aljechin. Obwohl Großmeister wie Aljechin, Max Euwe, Aaron Nimzowitsch und Richard Réti die neue, den hypermodernen Ideen entsprechende Verteidigung aufgriffen, spielte Grünfeld selbst sie seit Mitte der 1920er Jahre praktisch nicht mehr. Die Grünfeld-Indische Verteidigung  (1. d4 Sf6 2. c4 g6 3. Sc3 d5) wurde nach dem Zweiten Weltkrieg vor allem von sowjetischen Großmeistern aufgegriffen, weiterentwickelt und im Turnierschach etabliert.
Grünfeld erstes Buch Die Damenbauereröffnung und das Damengambit erschien 1924. Die Veröffentlichung wurde finanziell durch einen Gönner, Gyula Patay von Baj, ermöglicht. Grünfeld war zeitlebens überzeugt, dass 1. d2–d4 der beste Eröffnungszug sei.

## Stil
Als Berufsspieler schlug Grünfeld aus seinem großen Eröffnungswissen Kapital. Er war bekannt dafür, alle verfügbaren Partien zu sammeln, daraus die Eröffnungsvarianten zu ermitteln und sich durch ein eigenes Bewertungssystem zu erschließen. Für jedes Turnier stellte er sich ein Repertoire in einer Tasche zusammen, die als „Variantenkoffer“ bekannt wurde. Jacques Mieses schrieb nach Grünfelds erstem Auftritt in Budapest 1921 in der Deutschen Schachzeitung:

„[Grünfeld] bildet einen eigenartigen, in sich durchaus abgeschlossenen Typus. Wir möchten ihn als reproduktives Genie bezeichnen, obwohl wir damit eigentlich eine ‚contradictio in adjecto‘ aussprechen. Seine Kenntnisse in der Eröffnungstheorie gehen schon über das Maß des Erlaubten hinaus. Das ‚Handbuch‘, das er vollkommen auswendig kennt, stellt für ihn sozusagen nur das Gerippe dar, auf dem sich die Ergebnisse seiner Spezialstudien aufbauen. Die ersten zehn bis fünfzehn Züge der Partie pflegt er daher a tempo zu machen, so daß er meist glatt eine Stunde Bedenkzeit spart. Auch im Endspiel ist ihm alles geläufig, was man lernen kann.“

Die Wiener Schachzeitung charakterisierte im Jahre 1923 Grünfelds Stil folgendermaßen:

„[D]as Merkmal seiner Spielweise: Korrektheit. Mag die Verführung noch so verlockend winken, so wird (…) Grünfeld doch nie darauf ausgehen, den Gegner zu foppen. Eine Befriedigung findet [er] im Schach nur, wenn es [ihm] gelingt, den Gegner durch logische Behandlung der Eröffnung, durch gediegene systematische Arbeit im Mittelspiel, durch sorgfältiges Abwägen der jeweiligen Angriffs- und Verteidigungschancen ‚methodisch zu Boden zu ringen.‘ Diesem tiefen sittlichen Ernst hat er seinen rapiden Aufstieg zu verdanken.“

Der österreichische Meister und Journalist Hans Müller schrieb 1924 im Neuen Wiener Journal in einer Würdigung über seinen Stil:

„Seine spezifisch-persönliche Spielweise fußt in erster Linie auf methodisch-wissenschaftlicher Behandlung der Position. Bevorzugt Aljechin den Sturm in offener Feldschlacht, so sucht Grünfeld mit Hilfe der nicht minder wirksamen Methode der Unterminierung seinem Gegner näherzutreten, um ihn schließlich durch Sperrung der Luftzufuhr sachgemäß zu erdrosseln.“

## Urheberrecht
1930 warf Grünfeld dem Wiener Meister Hans Kmoch vor, im Nachtragsband zum Handbuch des Schachspiels in großem Umfang seine Partien und Analysen verwendet zu haben, ohne ihn zu zitieren und am Honorar zu beteiligen. Er holte juristischen Rat ein und wandte sich brieflich an Weltmeister Aljechin. Beim Kongress der FIDE in Prag 1931 kam das Thema allgemein zur Sprache, allerdings wurde dort lediglich eine moralische Verpflichtung zur Angabe der Quellen anerkannt, während die Geltendmachung weitergehender Ansprüche aufgrund juristischer Bedenken skeptisch beurteilt wurde.

## Trivia
Grünfeld spielte als Statist in der sowjetischen Filmhumoreske Schachfieber (1925) mit.